# حادثة يو إس إس ستارك
حادثة يو إس‌ إس ستارك (USS Stark incident)، هي حادثة عسكرية وقعت أثناء الحرب الإيرانية العراقية في 17 مايو 1987، عندما أطلقت طائرة نفاثة عراقية صواريخ على الفرقاطة الأمريكية يو اس‌ اس ستارك. قُتل في الحادث 37 من أفراد البحرية الأمريكية وجُرح 21 آخرين. ودمرت فرقاطه واحده 

## الحادث
يوإس‌إس ستارك، فرقاطة صواريخ موجهة من طراز اوليفر هازارد بيري، كانت تحت قيادة الكابتن غلين ر. بريندل وكانت جزء من قوة مهمة الشرق الأوسط. أبحرت السفينة من أمام السواحل السعودية بالقرب من الحدود التي تدور فيها الحرب الإيرانية العراقية، منطقة بحرية مقابلة لإيران والعراق. هاجم العراقيون السفينة بطائرة داسو ميراج إف1 مسلحة بصواريخ إكزوست 1.500 رطل. أقلعت الطائرة من قاعدة جوية في الشيبة في الساعة 20.00 واتجهت جنوب الخليج العربي بمحاذاة الساحل. كانت الطائرة تطير على ارتفاع 5.000 قدم فوق سطح البحر بسرعة 550 ميل/ساعة. وكانت هناك طائرة إنذار مبكر وتحكم في دورية قريبة، وعلى متنها طاقم أمريكي وسعودي، كشفت في البداية عن قدوم الطائرة العراقية وأخبرت ستارك التي ظهرت لها الطائرة على الرادار على بعد 200 ميل ودخلت في حيز الرؤية قبل الساعة العاشرة مساءاً فوق العارضة الجانبية للسفينة.
لم يكترث الكابتن بريندل وأمر مسئول الاتصالات بإرسال رسالة في الساعة 10.09، تقول «الطائرة المجهولة، توجد سفينة حربية أمريكية في اتجاه 078 على بعد 12 ميل منك. تطالبك بتعريف هويتك.» لم يتم تلقي رد على الرسالة بعد ثانية من إرسالها. في الساعة 10.10 علم الكابتن بريندل أن الطائرة العراقية وجهت رادار التحكم في النيران سيرانو-4 تجاه السفينة. أطلقت الطائرة العراقية صاروخ من على بعد 22 ميل وآخر من على بعد 15 ميل، على يسار السفينة، وبدأت الطائرة في الانسحاب. فشلت أجهزة الرادار وقياسات الاستطلاع الإلكتروني في التحقق من الصواريخ القادمة حتى قبل ثواني من ضرب أول صاروخ ولم يكن الأمريكيين على علم بأنهم يتعرضون للقصف. جاء أول صاروخ من على إرتفاع 10 أقدام فوق سطح البحر وضرب هيكل السفينة بالقرب من الجسر. فشل الصاروخ في تدمير السفينة لكن وقود الصاروخ تسبب في اندلاع حريق هائل انتشر في مكتب البريد وحجرة التخزين، ومركز العمليات القتالية.
ضرب الصاروخ الثاني جانب السفينة وأحدث انفجاراً، وترك فجوة بقطر نصف متر على جانب الفرقاطة. تعطل نظام الدفاع الصاروخي على السفينة ولم يأمر الكابتن بريندل رجاله بإطلاق النيران. كانت الطائرة لا تزال في المنطقة بعد أن حدث الهجوم، وطلبت السفينة بالراديو من قاعدة جوية سعودية قريبة إرسال طائرة اعتراضية لكن المراقبين الأرضيين لم يكن لديهم السلطة لإصدار أمر بطلعة جوية فهربت الطائرة العراقية بدون أن يلحق بها أي ضرر. حسب قواعد الاشتباك الخاصة بالبحرية الأمريكية والتي يجب تطبيقها في ذلك الوقت، فكان مسموح للسفينة ستارك بالدفاع عن نفسها بعد إرسالها تحذيرات كافية للطائرة المعادية. قُتل 29 رجل في الانفجار والحريق، وتوفي 8 بحارة متأثرين بجراحهم. أصيب 21 آخرين. توفى في الهجوم 37 شخص، منهم اثنان فقدوا في البحر.
طوال الساعات المتبقية من الليل وفي الصباح التالي، واجه الأمريكيون الحرائق التي استمرت مشتعلة 24 ساعة. كذلك، أمر الكابتن بريندل لغمر السفينة من الجانب الأيمن حتى تصبح الفجوة الموجودة على الجانب الأيسر لأعلى، ساعد هذا على منع السفينة من الغرق. تم إرسال نداء استغاثة بعدما سقط الصاروخ الأول، واستقبلته يو إس‌ إس وادل، التي كانت في الجوار. وصلت وادل بعدما كان الحريق تحت السيطرة ودفعت بحامية لمرافقة ستارك التي اتخذت مسارها ببطء إلى البحرين. حيث كان ثاني حادث من نوعه بعد قصف إسرائيل للمدمرة الأمريكية يو إس إس ليبرتي عام 1967 والهجوم على سفن حربية أمريكية.

## النتائج

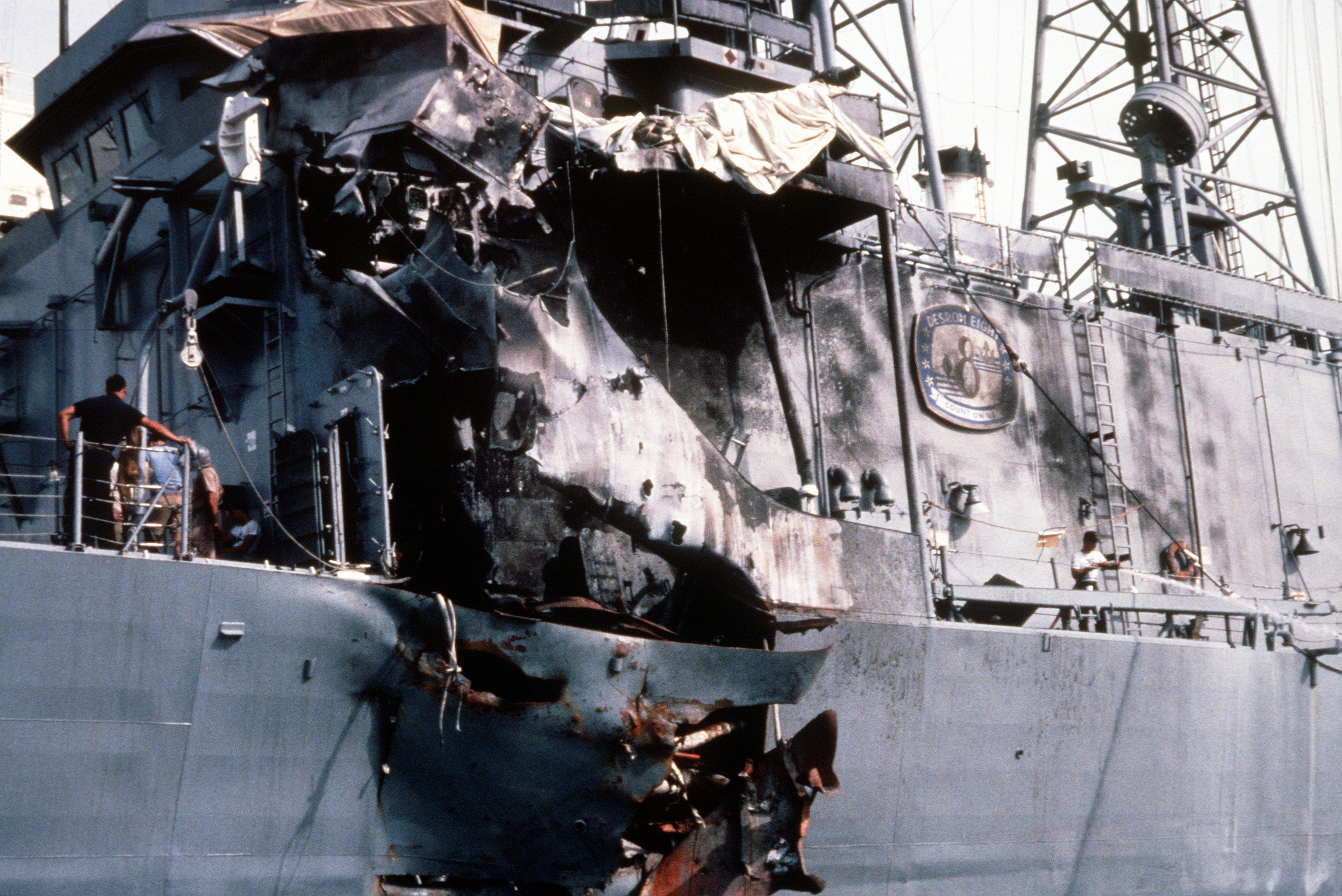
هيكل وجسم الفرقاطة يوإس‌إس ستارك بعد تدميرها.

وصلت يو إس إس ستارك إلى البحرين في اليوم التالي 18 مايو 1987، تحت سلطة بلدها. تم إجراء إصلاحات مؤقتة قامت بها المدمرة يو إس‌ إس أكاديا قبل أن يتم نقلها إلى قاعدة مايبورت البحرية، في فلوريدا، الميناء الأم للسفينة. عقدت محكمة تحقيق تحت رئاسة اللواء البحري جرانت شارب والتي تشكلت للتحقيق في الحادث وفيما بعد نصح الكابتن بريندل بعقد محكمة عسكرية. وجد أن ستارك كانت على بعد ميلين خارج منطقة الحظر ولم تنتهك الحياد كما ادعى الجانب العراقي. قال صدام حسين أن الطيار استهدف يو إس إس ستارك معتقداً أنها سفينة إيرانية. إدعى المسئولون الأمريكيون أن قائد النفاثة العراقية لم يتصرف بناء على أوامر حكومته، وأنه أُعدم فيما بعد. ومصيره محل جدل، حيث صرح ضابط بالقوة الجوية العراقية فيما بعد أن الطيار لم يعاقب وأنه لا يزال حياً.
أُعفي الكابتن بريندل من مهامه وتقاعد لعدم مدافعته عن سفينته واستقال ضابط القتال التكتيكي الملازم باسيل إ. مونكريف. بالعودة للولايات المتحدة، وجهت انتقادات الرئيس الأمريكي رونالد ريغان لوضعه رجال البحرية الأمريكية في طريق خطر.
قال محمد مهدي صالح وزير التجارة العراقي ومسؤول العلاقات التجارية والاقتصادية مع الويلات المتحدة حينئذٍ في كتابه (درء المجاعة عن العراق) «وفي عام 1987 نفسه حصلت حادثة تدمير فرقاطة أمريكية في مياه الخليج العربي بالخطأ من قبل القوة الجوية العراقية أثناء العمليات العسكرية مع إيران راح ضحيتها جميع طاقم الفرقاطة وعوضت عائلات الضحايا بمبلغ مليون دولار لكل عائلة من دون أن تؤثر الحادثة على نمو العلاقة بين العراق والولايات المتحدة الأمريكية».

## الدعاوى
في 21 حزيران يونيو 2011، توصل لاتفاق بين الحكومتين الأمريكية والعراقية بخصوص مزاعم المواطنين الأمريكيين ضد نظام صدام حسين. أسست الحكومة العراقية صندوق بقيمة 400 دولار كتعويض لأسرى الحرب والرهائن في حرب الخليج الأولى، ولمن قُتل أو جُرح في هجوم 1987 في حادث يو إس ‌إس ستارك. أسست وزارة الخارجية الأمريكية آلية لمعالجة طلبات التعويض.

## الوفيات
| وفيات يو إس ‌إس ستارك                                 | وفيات يو إس ‌إس ستارك                            | وفيات يو إس ‌إس ستارك                            |
| ---------------------------------------------------- | ----------------------------------------------- | ----------------------------------------------- |
| SN Doran H. Bolduc, لاسي، واشنطن                     | RMSA Dexter D. Grissett, ماكون، جورجيا          | FCCS Robert L. Shippee, أدمز سنتر، نيويورك      |
| BM1 Braddi O. Brown, كالرا، ألاباما                  | FC3 William R. Hansen, ريدنغ، مساتشوستس         | SMSA Jeffrey C. Sibley, ماتايري، لويزيانا       |
| FC3 Jeffrey L. Calkins, ريتش‌فيلد سبرينغز، نيويورك    | GMG3 Daniel Homicki, إليزابث، نيوجيرسي          | OS3 Lee Stephens, بمبرتون، اوهايو               |
| SN Mark R. Caouette, فيتشبورغ، ماساتشوستس            | OSSN Kenneth D. Janusik, Jr., كليرواتر، فلوريدا | BM2 James R. Stevens, فيزاليا، كاليفورنيا       |
| SN John A. Ciletta, Jr., † بريغانتين، نيوجيرسي       | OS1 Steven E. Kendall, هونولولو، هاواي          | ET3 Martin J. Supple, جاكسون‌فيل، فلوريدا        |
| SR Brian M. Clinefelter, سان برناردينو، كاليفورنيا   | EMCS Stephen Kiser, إلكارت، إنديانا             | FC1 Gregory L. Tweady, تشامبين، إلينوي          |
| OS3 Antonio A. Daniels, غريلي‌فيل، كارولاينا الجنوبية | SM1 Ronnie G. Lockett, بسمر، ألاباما            | ET3 Kelly R. Quick, ليندن، ميشيغان              |
| ET3 Christopher DeAngelis, † دومنت، نيوجيرسي         | GMM1 Thomas J. MacMullen, دربي، بنسيلفانيا      | SN Vincent L. Ulmer, باي مينت، ألاباما          |
| IC3 James S. Dunlap, اوسكيولا ميلز، بنسيلفانيا       | EW3 Charles T. Moller, كولومبوس، جورجيا         | EW3 Joseph P. Watson, فرندال، ميشيغان           |
| STGSN Steven T. Erwin, † تروي، ميشيغان               | DS1 Randy E. Pierce, تشوكتاو، اوكلاهوما         | ET3 Wayne R. Weaver, II, نيوبتلهم، بنسيلفانيا   |
| RM2 Jerry Boyd Farr, تشارلستون، كارولاينا الجنوبية   | SA Jeffrei L. Phelps, لوكوست غروف، فرجينيا      | OSSN Terrance Weldon, كورام، نيويورك            |
| QMCS Vernon T. Foster, جاكسون‌فيل، فلوريدا            | GM3 James Plonsky, فان نويز، كاليفورنيا         | IC2 Lloyd A. Wilson, سمرفيل، كارولاينا الجنوبية |
|                                                      | SMSN Earl P. Ryals, † بوكا راتون، فلوريدا       |                                                 |
| † دُفنوا في مقبرة أرلينغتون الوطنية                   |                                                 |                                                 |

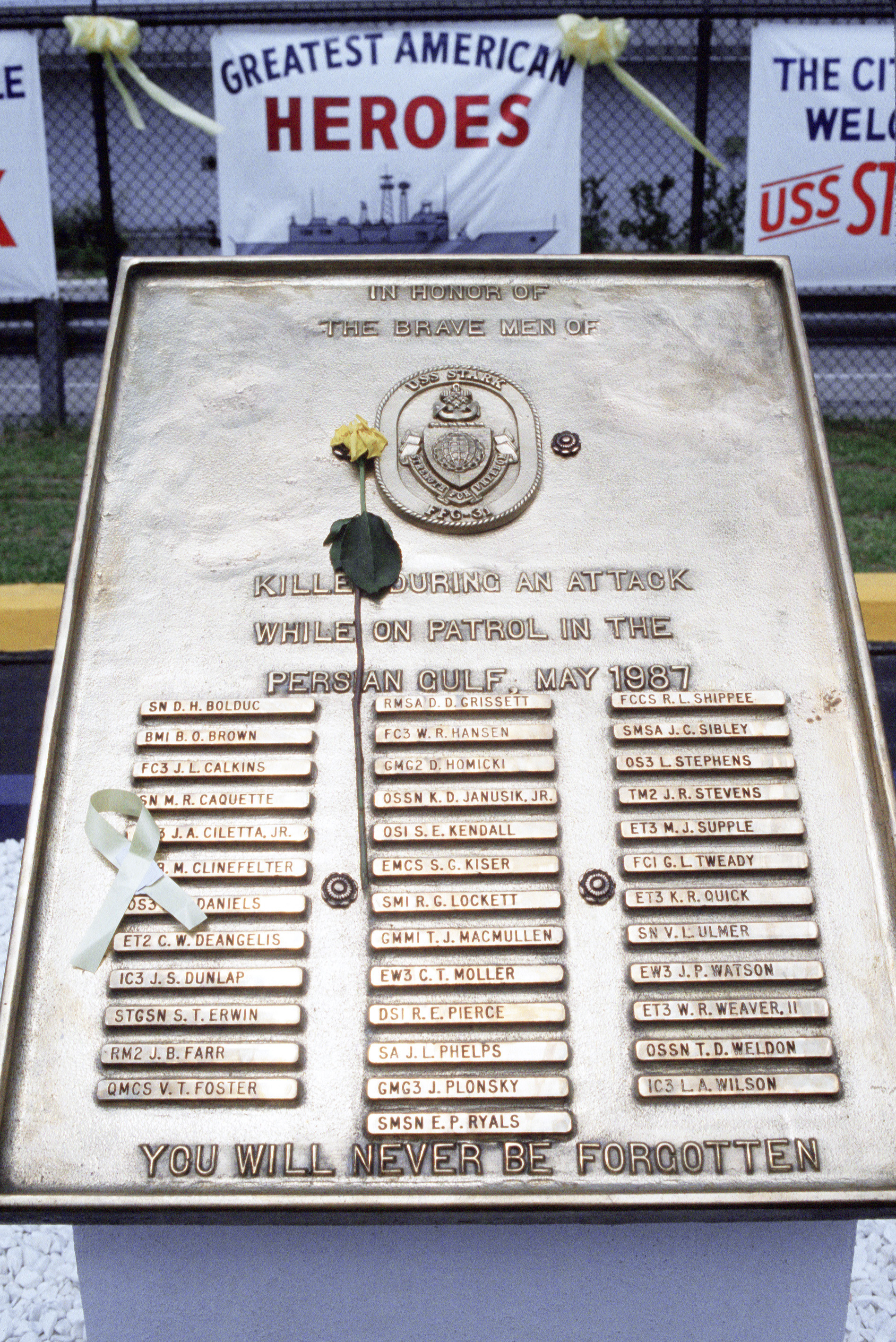
لوحة تذكارية للبحارة الأمريكين القتلى في ماي‌بورت، فلوريدا.

في 22 أيار مايو 1987، ألقى الرئيس رونالد ريغان كلمة تأبين للضحايا في قاعدة مايبورت البحرية، جاكسون‌ فيل، فلوريدا.

## الذكرى السنوية
تعقد مراسم في قاعدة مايبورت البحرية في 17 أيار مايو من كل عام في ذكرى الرجال الـ37 الذين توفوا في الحادث. كانت مراسم 2012، توافق الذكرى الـ25 للحادث.

## قراءات إضافية
- Inside the Danger Zone: The U.S. Military in the Persian Gulf 1987–88